# Casa das Ciencias
La Casa das Ciencias (Casa de les Ciències) és un museu de la ciutat de la Corunya que es troba en el parc de Santa Margarida. Té, entre altres coses, mòduls per experimentar fenòmens sorprenents, una incubadora on es poden veure néixer pollets de gallina, exposicions i un planetari que ofereix programes en directe i gravats.

## Història
És un edifici de planta octogonal rodejada per un pòrtic. Es va començar a construir a la dècada de 1950 per funcionar com a emissora de ràdio però no es va acabar i la seva estructura abandonada es coneixia com "o palacete" (el palauet). El projecte es va finalitzar el 1985 per l'arquitecte Felipe Peña.
El museu va ser inaugurat l'1 de juny de 1985 pels Reis d'Espanya, Joan Carles i Sofia. En aquell moment fou el primer museu interactiu de titularitat pública de l'Estat.

## Continguts
Té quatre sales dedicades a exposicions interactives i un planetari. Arran de terra destaca un pèndol de Foucault, realitzat amb una esfera massissa de 120 kg penjada d'un cable de més de 14 metres de longitud,
En el primer pis hi ha la sala d'experiències, dedicada precisament a experiències sobre el món físic, amb mòduls interactius que responen a les accions dels visitants. També hi ha una sala d'exposicions temporals i una altra d'exposicions de la natura.
El planetari, anomenat Sala de Proxección Galileo, permet representar sobre una cúpula de 10 metres de diàmetre tots els astres visibles a simple vista des de la Terra i reproduir els moviments que s'observen al cel. Pot mostrar el firmament tal com es veu des de qualsevol punt del planeta o les posicions dels planetes en altres èpoques. Té una capacitat de 84 butaques.